# Pink Floyd World Tour 1968
Pink Floyd World Tour 1968 è stato il primo tour internazionale dei Pink Floyd, svoltosi tra gennaio e dicembre 1968 in Europa e in Nord America.

## Storia
La tournée iniziò con difficoltà in quanto il chitarrista solista, cantante e principale autore delle canzoni Syd Barrett lasciò la band nell'aprile 1968. Anche se Barrett lasciò il gruppo ad aprile, suonò l'ultima volta a gennaio con il supporto del chitarrista David Gilmour, che presto lo sostituì definitivamente.  Nonostante Barrett costituisse inizialmente una parte centrale delle esibizioni dei Pink Floyd, il bassista Roger Waters riuscì a guidare il gruppo in una serie di concerti potenzialmente difficili, svoltisi principalmente nell'Europa continentale. Molti di questi concerti ebbero luogo durante festival musicali, sebbene il gruppo stesse iniziando a farsi notare nelle università britanniche, dove il pubblico rimaneva in silenzio ad ascoltare i loro interi concerti.
Il tour iniziò il 17 febbraio al Patronaatsgebouw di Terneuzen, nei Paesi Bassi, e si concluse nello stesso paese il 28 dicembre a Utrecht. Le date furono adattate agli impegni in studio del gruppo, che perciò non si esibì molto spesso.
Dopo l'abbandono di Barrett, molte delle sue canzoni furono gradualmente eliminate dalle scalette dei Pink Floyd, ma alcune di queste rimasero nel repertorio del gruppo fino al 1971, come Interstellar Overdrive e Astronomy Domine. Quest'ultima fu raddoppiata in lunghezza con l'aggiunta di un assolo di organo e la ripetizione del testo. Anche Set the Controls for the Heart of the Sun brano di Waters già suonato in concerto con Barrett alla fine 1967, fu esteso e suonato in quasi ogni concerto dei Pink Floyd fino al 1972. Inoltre, nel 1968, un grande gong divenne un'importante caratteristica dei concerti della band.
Careful with That Axe, Eugene, introdotta nel 1968 con i titoli Murderistic Woman e Keep Smiling People, diventò presto una delle parti più importanti dei concerti del gruppo fino al 1973. La canzone fu gradualmente estesa col passare del tempo, con performance che da 4 minuti iniziali si alzarono a oltre 8 minuti. Alla fine del 1968, le vocalizzazioni e le urla di Waters divennero punti focali del brano.
Anche una versione più breve ed embrionale di A Saucerful of Secrets, The Massed Gadgets of Hercules, fu estesa da 6 a 11 minuti circa, con Gilmour che canta la sezione finale della canzone Celestial Voices.

## Date del tour
| Date              | Città                | Paese          | Sede                                       |
| Europa            | Europa               | Europa         | Europa                                     |
| ----------------- | -------------------- | -------------- | ------------------------------------------ |
| 17 febbraio 1968  | Terneuzen            | Paesi Bassi    | Patronage Hall                             |
| 17 febbraio 1968  | Vlissingen           | Paesi Bassi    | Vlissingen Concert Hall                    |
| 18 febbraio 1968  | Bruxelles            | Belgio         | Studi televisivi RTB (Vibrato)             |
| 19 febbraio 1968  | Bruxelles            | Belgio         | Studi televisivi RTB (Tienerklanen)        |
| 20 febbraio 1968  | Parigi               | Francia        | Studi televisivi ORTF (Bouton Rouge)       |
| 21 febbraio 1968  | Parigi               | Francia        | Studi televisivi ORTF (Discorama)          |
| 22 febbraio 1968  | Leuven               | Belgio         | Rijschool                                  |
| 23 febbraio 1968  | Anversa              | Belgio         | Pannenhuis                                 |
| 24 February 1968  | Bruxelles            | Belgio         | Cheetah Club                               |
| 25 febbraio 1968  | Bussum               | Paesi Bassi    | De Engh                                    |
| 26 febbraio 1968  | Cambridge            | Regno Unito    | Lion Hotel                                 |
| 4 marzo 1968      | Isleworth            | Regno Unito    | Isleworth Film Studios                     |
| 9 marzo 1968      | Manchester           | Regno Unito    | Manchester Technical College               |
| 14 marzo 1968     | Belfast              | Regno Unito    | Whitla Hall 2 concerti                     |
| 15 March 1968     | Oxford               | Regno Unito    | Stage Club, Clardendon Restaurant          |
| 16 marzo 1968     | Londra               | Regno Unito    | Casino Hotel, Tagg's Island                |
| 16 marzo 1968     | Londra               | Regno Unito    | Middle Earth                               |
| 17 marzo 1968     | Ertvelde             | Belgio         | Club '67                                   |
| 20 marzo 1968     | Liverpool            | Regno Unito    | New Grafton Rooms                          |
| 22 marzo 1968     | Londra               | Regno Unito    | Woolwich Polytechnic                       |
| 24 marzo 1968     | Francoforte          | Germania Ovest | Volksbildungsheim                          |
| 25 marzo 1968     | Zurigo               | Svizzera       | Sconosciuta                                |
| 26 marzo 1968     | Londra               | Regno Unito    | Barnes Common                              |
| 28 marzo 1968     | East Stratford       | Regno Unito    | Abbey Mills Pumping Station                |
| 31 marzo 1968     | Groninga             | Paesi Bassi    | Concertzaal De Jong                        |
| 11 aprile 1968    | White City           | Regno Unito    | BBC TV Centre (All My Loving)              |
| 12 aprile 1968    | Bruxelles            | Belgio         | Studi televisivi RTB                       |
| 13 aprile 1968    | Bruxelles            | Belgio         | Studi televisivi RTB                       |
| 14 aprile 1968    | Bruxelles            | Belgio         | Studi televisivi RTB                       |
| 18 aprile 1968    | Roma                 | Italia         | Piper Club                                 |
| 19 aprile 1968    | Roma                 | Italia         | Piper Club                                 |
| 20 aprile 1968    | RAF Waddington       | Regno Unito    | Raven Club                                 |
| 30 aprile 1968    | Zaandam              | Paesi Bassi    | Studi televisivi VARA (Moef Ga Ga)         |
| 3 maggio 1968     | Londra               | Regno Unito    | Westfield College                          |
| 4 maggio 1968     | Bruxelles            | Belgio         | Theater 140                                |
| 5 maggio 1968     | Bruxelles            | Belgio         | Theater 140                                |
| 6 maggio 1968     | Roma                 | Italia         | Palazzo dello Sport EUR                    |
| 11 maggio 1968    | Falmer               | Regno Unito    | Università del Sussex                      |
| 17 maggio 1968    | Londra               | Regno Unito    | Middle Earth Club                          |
| 22 maggio 1968    | Anversa              | Belgio         | Hotel Billiard Palace                      |
| 23 maggio 1968    | Amsterdam            | Paesi Bassi    | Paradiso 2 concerti                        |
| 24 maggio 1968    | Lapworth             | Regno Unito    | The Punchbowl Hotel                        |
| 25 maggio 1968    | Wishaw               | Regno Unito    | The Belfry Hotel                           |
| 26 maggio 1968    | Londra               | Regno Unito    | PF Middle Earth (OZ Magazine benefit)      |
| 31 maggio 1968    | Amsterdam            | Paesi Bassi    | Paradiso                                   |
| 31 maggio 1968    | Amsterdam            | Paesi Bassi    | Fantasio                                   |
| 1 giugno 1968     | Amsterdam            | Paesi Bassi    | Lijn 3                                     |
| 1 giugno 1968     | Bussum               | Paesi Bassi    | De Engh                                    |
| 1 giugno 1968     | Apeldoorn            | Paesi Bassi    | Eurobeurs                                  |
| 2 giugno 1968     | Vlissingen           | Paesi Bassi    | Concertgebouw                              |
| 3 giugno 1968     | Heesch               | Paesi Bassi    | De Pas                                     |
| 3 giugno 1968     | Weesp                | Paesi Bassi    | Weesp Centrum                              |
| 8 giugno 1968     | Haverfordwest        | Regno Unito    | Market Hall                                |
| 12 giugno 1968    | Cambridge            | Regno Unito    | May Ball - King's College                  |
| 14 giugno 1968    | Londra               | Regno Unito    | University College                         |
| 15 giugno 1968    | Manchester           | Regno Unito    | Magic Village                              |
| 21 giugno 1968    | Oxford               | Regno Unito    | Commemoration Ball - Balliol College       |
| 22 giugno 1968    | L'Aia                | Paesi Bassi    | Houtrusthallen                             |
| 25 giugno 1968    | Londra               | Regno Unito    | BBC Piccadilly Studios (Top Gear)          |
| 26 giugno 1968    | Sheffield            | Regno Unito    | Università di Sheffield                    |
| 28 giugno 1968    | Shrewsbury           | Regno Unito    | Music Hall                                 |
| 29 giugno 1968    | Londra               | Regno Unito    | Hyde Park Free Concert - Hyde Park         |
| Nord America      |                      |                |                                            |
| 8 luglio 1968     | Chicago              | Stati Uniti    | Kinetic Playground                         |
| 12 luglio 1968    | Detroit              | Stati Uniti    | Grande Ballroom                            |
| 13 luglio 1968    | Ann Arbor            | Stati Uniti    | Fifth Dimension                            |
| 15 luglio 1968    | New York             | Stati Uniti    | The Scene                                  |
| 16 luglio 1968    | New York             | Stati Uniti    | The Scene                                  |
| 17 luglio 1968    | New York             | Stati Uniti    | The Scene                                  |
| 18 luglio 1968    | Boston               | Stati Uniti    | Boston Tea Party                           |
| 19 luglio 1968    | Boston               | Stati Uniti    | Boston Tea Party                           |
| 20 luglio 1968    | Boston               | Stati Uniti    | Boston Tea Party                           |
| 23 luglio 1968    | Filadelfia           | Stati Uniti    | WKBS-TV Studios (The Hy-Lit Show)          |
| 24 luglio 1968    | Filadelfia           | Stati Uniti    | Philadelphia Music Festival                |
| 26 luglio 1968    | Los Angeles          | Stati Uniti    | Shrine Exposition Hall                     |
| 27 luglio 1968    | Los Angeles          | Stati Uniti    | Shrine Exposition Hall                     |
| 2 agosto 1968     | San Francisco        | Stati Uniti    | Avalon Ballroom                            |
| 3 agosto 1968     | San Francisco        | Stati Uniti    | Avalon Ballroom                            |
| 4 agosto 1968     | San Francisco        | Stati Uniti    | Avalon Ballroom                            |
| 9 agosto 1968     | Seattle              | Stati Uniti    | Eagles Auditorium                          |
| 10 agosto 1968    | Seattle              | Stati Uniti    | Eagles Auditorium                          |
| 11 agosto 1968    | Seattle              | Stati Uniti    | Eagles Auditorium                          |
| 16 agosto 1968    | Sacramento           | Stati Uniti    | Sound Factory                              |
| 17 agosto 1968    | Sacramento           | Stati Uniti    | Sound Factory                              |
| 23 agosto 1968    | Torrance             | Stati Uniti    | The Bank                                   |
| 24 agosto 1968    | Torrance             | Stati Uniti    | The Bank                                   |
| Europa            |                      |                |                                            |
| 24 agosto 1968    | Prestatyn            | Regno Unito    | The Royal Lido, Central Beach              |
| 31 agosto 1968    | Kasterlee            | Belgio         | Kastival 68 Festival                       |
| 1 settembre 1968  | Amsterdam            | Paesi Bassi    | Paradiso                                   |
| 4 settembre 1968  | Richmond             | Regno Unito    | Richmond Athletic Club                     |
| 6 september 1968  | Parigi               | Francia        | Studi televisivi ORTF (Samedi Et Comagnie) |
| 7 settembre 1968  | Parigi               | Francia        | Le Bilboquet                               |
| 8 settembre 1968  | Chatelet             | Belgio         | Chatelet Teenage Festival                  |
| 13 settembre 1968 | Erdington            | Regno Unito    | Mothers                                    |
| 14 settembre 1968 | Leeuwarden           | Paesi Bassi    | Fuq Festival                               |
| 20 settembre 1968 | Bristol              | Regno Unito    | Victoria Rooms                             |
| 26 settembre 1968 | Newcastle            | Regno Unito    | Mayfair Ballroom                           |
| 27 settembre 1968 | Dunoon               | Regno Unito    | Queens Hall                                |
| 28 settembre 1968 | Essen                | Germania Ovest | Grugahalle                                 |
| 1 ottobre 1968    | Glasgow              | Regno Unito    | The Maryland Ballroom                      |
| 4 ottobre 1968    | Erdington            | Regno Unito    | Mothers                                    |
| 6 ottobre 1968    | Londra               | Regno Unito    | The Country Club - Belsize Park            |
| 16 ottobre 1968   | Lione                | Francia        | Théâtre du Huitième                        |
| 18 ottobre 1968   | Norwich              | Regno Unito    | The Industrial Club                        |
| 19 ottobre 1968   | Bruxelles            | Belgio         | Théâtre 140                                |
| 20 ottobre 1968   | Bruxelles            | Belgio         | Théâtre 140 2 concerti                     |
| 25 ottobre 1968   | Londra               | Regno Unito    | The Boat House - Kew                       |
| 26 ottobre 1968   | Londra               | Regno Unito    | Imperial College London                    |
| 1 novembre 1968   | Portsmouth           | Regno Unito    | Highbury Technical College                 |
| 2 novembre 1968   | Londra               | Regno Unito    | London College Of Printing                 |
| 7 novembre 1968   | Londra               | Regno Unito    | Porchester Hall - Bayswater                |
| 8 novembre 1968   | Londra               | Regno Unito    | Fishmonger's Arms - Wood Green             |
| 15 novembre 1968  | Monaco               | Germania Ovest | Blow Up Club                               |
| 16 novembre 1968  | Olten                | Svizzera       | Restaurant Olten-Hammer                    |
| 17 novembre 1968  | Zurigo               | Svizzera       | Kongresshaus                               |
| 22 novembre 1968  | Richmond             | Regno Unito    | Richmond Athletic Club                     |
| 23 novembre 1968  | Londra               | Regno Unito    | Regent Street Polytechnic                  |
| 24 novembre 1968  | Londra               | Regno Unito    | Country Club - Belsize Park                |
| 27 novembre 1968  | Newcastle-under-Lyme | Regno Unito    | Università di Keele                        |
| 29 novembre 1968  | Londra               | Regno Unito    | Bedford College                            |
| 2 dicembre 1968   | Londra               | Regno Unito    | Maida Vale Studios (Top Gear)              |
| 5 dicembre 1968   | Bournemouth          | Regno Unito    | Royal Arcade Ballrooms                     |
| 7 dicembre 1968   | Liverpool            | Regno Unito    | Liverpool Stadium                          |
| 8 dicembre 1968   | Merthyr Tydfil       | Regno Unito    | ABC Cinemas                                |
| 12 dicembre 1968  | Dundee               | Regno Unito    | College of Art                             |
| 13 dicembre 1968  | Leeds                | Regno Unito    | Marquee Club                               |
| 14 dicembre 1968  | Slough               | Regno Unito    | Slough College of Technology               |
| 15 dicembre 1968  | Newcastle upon Tyne  | Regno Unito    | Newcastle City Hall                        |
| 20 dicembre 1968  | Londra               | Regno Unito    | BBC Paris Cinema (Radio One Club)          |
| 27 dicembre 1968  | Rotterdam            | Paesi Bassi    | De Doelen                                  |
| 28 dicembre 1968  | Utrecht              | Paesi Bassi    | Margriethal-Jaarbeurs                      |

## Scaletta
Una scaletta tipica del tour includeva la maggior parte di questi brani:
- Astronomy Domine
- Interstellar Overdrive
- Set the Controls for the Heart of the Sun
- Pow R. Toc H.
- Let There Be More Light
- The Massed Gadgets of Hercules
- Flaming
- Keep Smiling People

Occasionalmente sono stati suonati anche questi brani:
- Matilda Mother
- Paint Box
- Remember a Day
- Apples and Oranges
- Corporal Clegg
- It Would Be So Nice
- Point Me at the Sky
- See Emily Play
- The Scarecrow
- Bike
- Embryo
- Julia Dream
- Scream Thy Last Scream
- Baby Blue Shuffle in D Major (improvisation)

## Formazione
- David Gilmour - chitarre, voce
- Roger Waters - basso, voce, piatti in A Saucerful of Secrets, gong in Careful with That Axe, Eugene
- Richard Wright - tastiere, voce
- Nick Mason - batteria

### Altri musicisti
- Roy Harper - piatti in A Saucerful of Secrets a Hyde Park, 29 giugno